# 谢景仁
谢景仁（370年—416年），名裕，字景仁，《宋書》因避宋武帝刘裕讳，以字行。陈郡阳夏人，东晋太傅谢安第二兄谢据之孙，父谢允，宣城内史。謝景仁是東晉末年政治人物，先後受權臣桓玄及劉裕器重，官至尚書左僕射。

## 生平
幼时为谢安所赏识，成年后出任前军行参军、辅国参军事。东晋宗室权臣会稽王司马道子世子司马元显宠臣张法顺，权倾一时，朝廷内外官员无不登门拜访，唯景仁不至，故景仁三十歲才擔任著作佐郎。元興元年（400年）元显父子被桓玄所杀，谢景仁獲其提拔为太尉行参军，後隨轉大將軍參軍。桓玄受封楚王后又讓景仁补为黄门侍郎。桓玄篡位为楚帝时，领骁骑将军。而因為景仁見識廣博，記憶力強，擅長敍述前人言行，故桓玄每次與其谈话都不感倦，而出行時更讓景仁與其同坐乘輦。
刘裕早年在桓玄堂弟桓修手下任抚军中兵参军，並結識了謝景仁。刘裕在元興三年（402年）攻破桓玄控制的建康後，景仁與百官到石頭城見劉裕，劉裕便讓其任其時以大將軍承制的武陵王司馬遵的記室參軍，後歷遷大將軍從事中郎，司徒左長史及劉裕的鎮軍司馬，領晉陵太守。劉裕於義熙四年（408年）以車騎將軍、揚州刺史、錄尚書事掌權，謝景仁仍任其司馬。
义熙五年（409年），刘裕圖謀北伐南燕，朝中包括劉毅等人大都反對，唯孟昶及景仁等支持。劉裕最終在當年率军北伐，但其時劉裕慮及根本，讓謝景仁擔任時有儲君之實的大司马、琅琊王司馬德文的左司马，专总府任，右卫将军，加给事中，又迁吏部尚书。义熙八年（412年），迁领军将军。十一年（415年），景仁转尚書右仆射，又转左仆射。義熙十二年（416年），謝景仁去世，享年四十七歲，獲追贈金紫光祿大夫，加散騎常侍。下葬時劉裕更親臨弔祭，十分傷心。

## 性格特徵
- 谢景仁生性好整洁，府第居所安静美丽，每次要吐痰，就吐在身边仆人的衣服上，然后就放一天假让他们去洗衣服。因此每次要吐痰的时候，身边的仆人都争着让他来吐在自己身上。
- 劉裕在桓楚時任撫軍大將軍桓脩的中兵參軍，曾經去拜會謝景仁，二人相談甚歡，景仁就請劉裕一起用膳。不過，飯未吃完桓玄召見謝景仁的使者就來了，生性急促的桓玄更在短時間內多次傳詔要見景仁。劉裕見此多次求去，但景仁不許，堅持和劉裕吃完飯才應召。劉裕於是相當感動，乃至後來對景仁亦相當器重。兩家亦結為姻親，景仁的女儿嫁给刘裕次子庐陵王刘义真为王妃。

## 家庭

### 子女
- 谢恂，景仁子，鄱陽太守。
- 謝氏，廬陵王劉義真妃。
- 謝氏，嫁王僧朗

### 孫
- 谢稚，謝恂子，善于吹笙，官至西阳太守。

## 延伸阅读
[在维基数据编辑]
 《宋書·卷52》，出自沈约《宋书》
 《南史·卷19》，出自李延壽《南史》